# 성반

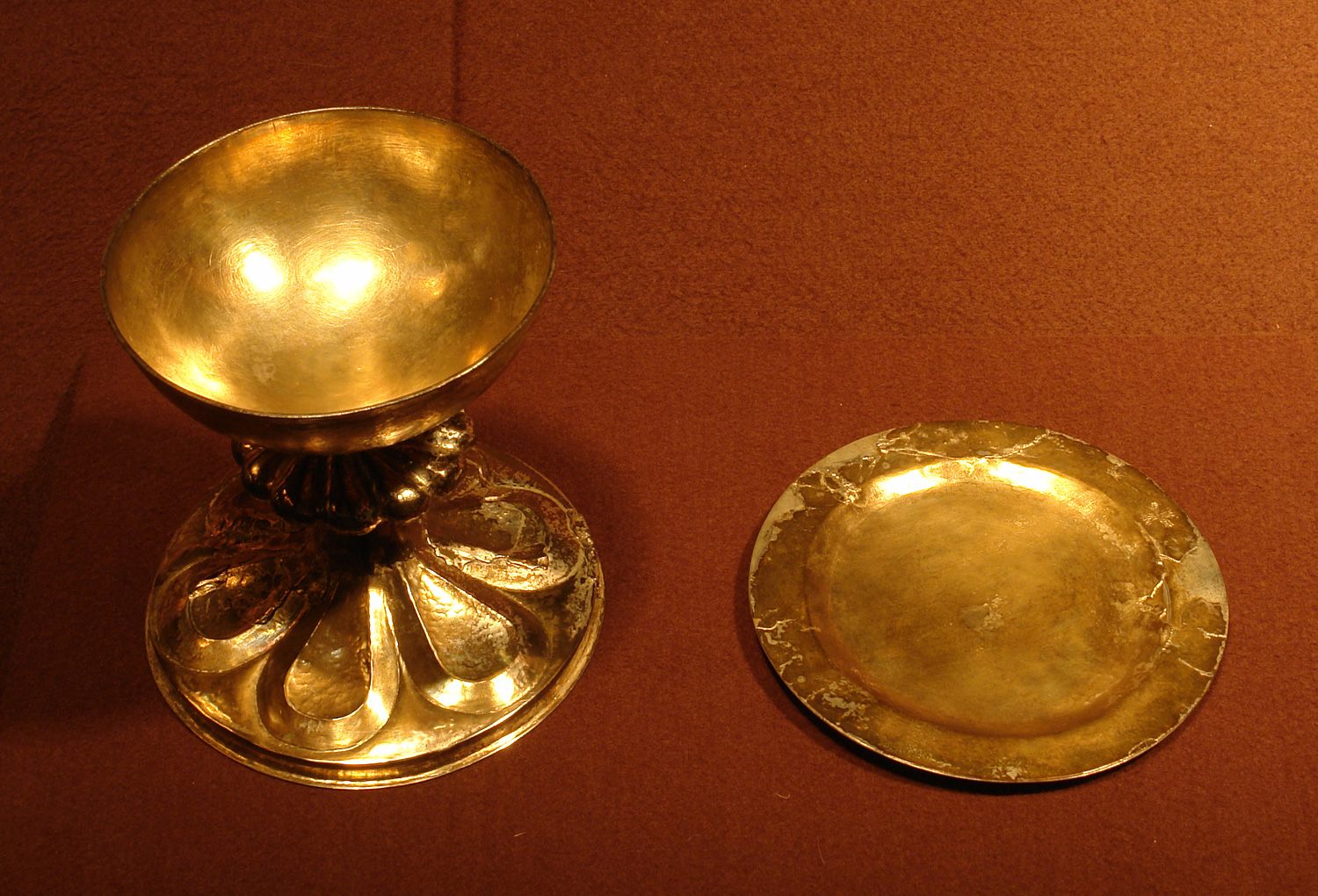
브레멘 성당 미술관에 전시된 1400년경의 성작과 성반

성반(聖盤, 라틴어: patena)은 기독교에서 거행하는 성찬 때에 쓰이는 제구(祭具)의 하나로 제병을 올려놓는 용도로 쓰인다. 작은 접시와 같은 형태를 하고 있으며, 보통 금이나 은으로 만들어지거나 도금되는데, 적어도 윗면만은 도금되어야 한다. 각 지역별로 귀중히 여겨지는 다른 재료로도 만들어진다. 일반적으로 성반은 사제용 제병이 놓이는 그릇이며, 신자용 제병은 성합에 담겨진다.
라틴 전례 양식에서의 성반은 전통적으로 둥글고 평평하면서 약간 오목한 접시 모양이며, 크기는 보통 15cm 정도로 성작을 덮을 수 있는 정도로 되어 있다.
성찬 전례에서 성반은 다음과 같이 사용된다. 사제가 감사기도 중 성변화를 기도하면서 최후의 만찬 때 예수가 제자들에게 한 말을 똑같이 따라하며 성체를 들어 올려 신자들에게 보여준 후 성체를 성반에 놓고 절을 한다. 주님의 기도와 평화 예식 후 사제는 성체를 성반 위에서 쪼개어 작은 조각을 성작 안에 넣으며 “여기 하나 되는 주 예수 그리스도의 몸과 피가 이를 받아 모시는 저희에게 영원한 생명이 되게 하소서.”라고 조용히 기도한다. 그 후 사제는 깊은 절을 하고 성체를 성반으로 받쳐 들어올리고 하느님의 어린 양을 낭송하고 신자들에게 성체를 분배한다.

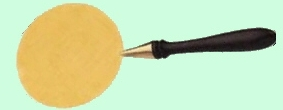
손잡이가 달린 영성체용 성반

보다 전통적인 미사 양식을 봉헌하는 본당 내지는 수도원에서는 성반이 사제가 신자들에게 성체를 나누어 주는 데도 사용된다. 복사들은 대개 짧은 손잡이가 부착된 작은 성반을 들고, 성체를 입으로 받아 모시는 사람들의 턱밑에 갖다 대어 실수로 성체를 흘려 바닥에 떨어뜨리지 않도록 하고 있다.
로마 미사 전례 총지침은 성반에 대해 다음과 같이 규정하고 있다.
“주교회의의 판단과 사도좌의 승인에 따라 거룩한 그릇은 거룩한 사용에 적합하다면 그 지역에서 일반적으로 고상하다고 여기는 견고한 다른 재료, 예를 들어 상아나 단단한 재질의 나무 등으로 만들 수 있다. 이 경우 쉽게 깨어지거나 부서지지 않는 재질을 언제나 먼저 선택할 것이다. 이 원칙은 성반, 성합, 봉성체갑, 현시대 및 기타 축성된 빵을 담을 목적을 지닌 모든 그릇에 대해서도 해당된다.”
또한, 성체 축성에는 하나의 큰 성반을 적절하게 쓰는 것이 바람직하다. 이 성반에 사제와 부제를 위한 빵 외에 다른 봉사자들과 신자들을 위한 빵도 함께 담는다.

## 같이 보기
- 미사
- 성작
- 성찬예배
- 제병